# Aire urbaine d'Autun
L'aire urbaine d'Autun est une aire urbaine française centrée sur la ville isolée d'Autun, en Saône-et-Loire. Composée de 22 communes, elle comptait 24 025 habitants en 2013.

## Composition selon la délimitation de 2010
| Nom                  | Code Insee | Statut | Superficie (km2) | Population (dernière pop. légale) | Densité (hab./km2) |
| -------------------- | ---------- | ------ | ---------------- | --------------------------------- | ------------------ |
| Antully              | 71010      |        | 37,13            | 816 (2022)                        | 22                 |
| Autun                | 71014      |        | 61,52            | 13 144 (2022)                     | 214                |
| Auxy                 | 71015      |        | 36,98            | 910 (2022)                        | 25                 |
| Barnay               | 71020      |        | 15,4             | 99 (2022)                         | 6,4                |
| Brion                | 71062      |        | 16,57            | 297 (2022)                        | 18                 |
| La Celle-en-Morvan   | 71509      |        | 20,17            | 461 (2022)                        | 23                 |
| Chissey-en-Morvan    | 71129      |        | 29,9             | 295 (2022)                        | 9,9                |
| Cordesse             | 71144      |        | 10,52            | 195 (2022)                        | 19                 |
| Curgy                | 71162      |        | 31,58            | 1 100 (2022)                      | 35                 |
| Dracy-Saint-Loup     | 71184      |        | 21,2             | 634 (2022)                        | 30                 |
| La Grande-Verrière   | 71223      |        | 46,54            | 550 (2022)                        | 12                 |
| Igornay              | 71237      |        | 21,71            | 513 (2022)                        | 24                 |
| Laizy                | 71251      |        | 31,18            | 595 (2022)                        | 19                 |
| Lucenay-l'Évêque     | 71266      |        | 25,36            | 327 (2022)                        | 13                 |
| Monthelon            | 71313      |        | 24,57            | 375 (2022)                        | 15                 |
| Reclesne             | 71368      |        | 20,83            | 287 (2022)                        | 14                 |
| Roussillon-en-Morvan | 71376      |        | 30,59            | 274 (2022)                        | 9                  |
| Saint-Forgeot        | 71414      |        | 15,96            | 434 (2022)                        | 27                 |
| Saint-Léger-du-Bois  | 71438      |        | 21,26            | 511 (2022)                        | 24                 |
| Sommant              | 71527      |        | 20,57            | 187 (2022)                        | 9,1                |
| Sully                | 71530      |        | 31,84            | 489 (2022)                        | 15                 |
| Tavernay             | 71535      |        | 25,56            | 503 (2022)                        | 20                 |

### Évolution de la composition
- 1999 : 23 communes (dont 1 forme le pôle urbain)
- 2010 : 22 communes (dont  forme le pôle urbain)
  - Ménessaire redevient une commune isolée hors influence des grands pôles

## Caractéristiques en 1999
D'après la définition qu'en donne l'INSEE, l'aire urbaine d'Autun est composée de 23 communes, situées dans la Côte-d'Or et la Saône-et-Loire. Ses 26 845 habitants font d'elle la 212e aire urbaine de France.
Une seule commune de l'aire urbaine est un pôle urbain.
Le tableau suivant détaille la répartition de l'aire urbaine sur les départements (les pourcentages s'entendent en proportion du département) :
| Département    | Communes | Communes (%) | Superficie (km²) | Superficie (%) | Population (1999) | Population (%) |
| -------------- | -------- | ------------ | ---------------- | -------------- | ----------------- | -------------- |
| Côte-d'Or      | 1        | 0,1          | 14,91            | 0,2            | 88                | 0,0            |
| Saône-et-Loire | 22       | 3,8          | 596,94           | 7,0            | 26 757            | 4,9            |

L'aire urbaine d'Autun est rattachée à l'espace urbain Est.